# Motorola

Motorolas logga

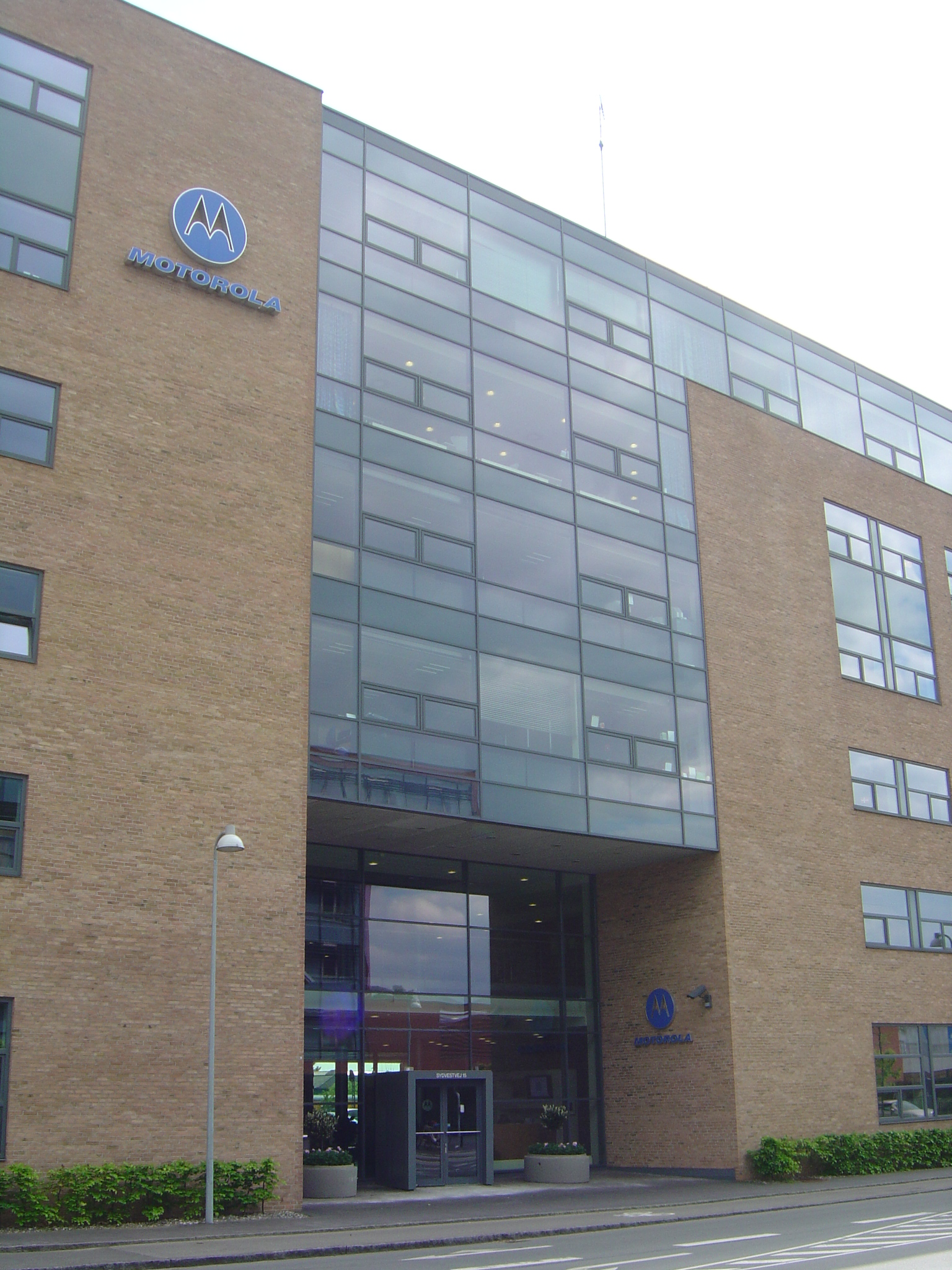
Motorola Danmark i Glostrup.

Motorola, Inc. var ett amerikanskt elektronikföretag, grundat 1928. Företaget tillverkade ursprungligen mest bilradioapparater och har senare inriktat sig på utrustning för tele-, radio- och datakommunikation, mobiltelefoner, samt en stor mängd halvledarkomponenter.
Motorola lanserade systemet Iridium för satellittelefoni, vilket blev ett ekonomiskt fiasko.
Den 4 januari 2011 meddelade Motorola att företaget hade delats upp i två enskilda företag, Motorola Mobility LLC och Motorola Solutions, Inc.

## Processorer
Företaget var tidigare känt för bland annat 68000-serien av processorer, som användes i olika system med varumärkena Amiga, Atari och Macintosh. När Apple gick över till PowerPC som processorarkitektur var det i fortsatt samarbete med Motorola, ett samarbete som varade ända tills Apple gick över till PowerPC G5 från IBM, följt av arkitekturbytet till X86-processorer från Intel.
Processortillverkningen knoppades 2003 av i ett eget bolag, Freescale.